# Seticornuta apicalis
Seticornuta apicalis là một loài tò vò trong họ Ichneumonidae.